# Смерть героя
Смерть геро́я — роман Річарда Олдінгтона . Це був його перший роман, опублікований Chatto & Windus в 1929 році і вважався частково автобіографічним.

## Сюжет
«Смерть Героя» — це історія молодого англійського художника Джорджа Вінтерборна, який вступає до армії на початку Першої світової війни. Оповідь ведеться від першої особи анонімним оповідачем, який стверджує, що знав головного героя та служив з ним. Твір складається з трьох частин.

### Книга I
Перша частина містить відомості про сімейну історію Джорджа. Його батько —  чоловік середнього класу, що живе в невеличкому селі в Англії. Він одружується з бідною жінкою, яка помилково вважає, що одружується з багатим. Після народження Джорджа його мама зраджує своєму чоловікові.
Джордж виховується за всіма правилами. Змалку його привчали бути патріотичним членом англійського суспільства. Його заохочують вивчати страховий бізнес свого батька, але це йому не подобається. Після непорозуміння з батьками він переїжджає до Лондона, щоб стати художником і жити своїм життям.

### Книга II
Другий розділ книги присвячений життю Джорджа в Лондоні. Він звик до соціального життя в сучасному суспільстві, і завів знайомства з популярними філософами.
Коли подружка Джорджа Елізабет перелякалася, що вагітна, вони з  коханцем вирішують одружитися. Попри те, що вони зрештою не мали дитини,  шлюб зберігся. Вони вирішують оголосити свій шлюб відкритим. Однак Джордж робить коханкою близьку подругу Елізабет, і їхній шлюб починає розпадатися. Коли ситуація особливо нагнітається, Англія оголошує війну Німеччині. Джордж вирішує записався до армії.

### Книга III
Джордж готується до армії і відправляється до Франції. (Ніякого конкретного місця у Франції не згадується. Місто за фронтом, де Джордж провидить більшу частину свого часу, називається M ---.) Він воює на фронті деякий час. Коли він повертається додому, він розуміє, що війна його дуже вразила, і він не може спілкуватись з своїми друзями як раніше, включаючи його дружину і коханця.
Частка жертв серед офіцерів особливо висока на фронті. Коли ряди офіцерів в підрозділі Джорджа загинули, його підвищують в званні. Перебуваючи разом з іншими офіцерами, він вважає їх цинічним та утилітарним. Він швидко втрачає віру в війну.
Історія закінчується його смертю.
Наприкінці книги є вірш, написаний з точки зору ветерана, який порівнює Першу світову війну з Троянською війною.

## Цензура
Олдінгтон стверджував, що його роман був правильним з точки зору промови та стилю. Він містив розгалужену розмовну мову, в тому числі опис «дорослих» сцен та деталізований описів війни та окопного життя. В Англії була сувора цензура, і в результаті було заборонено або спалено багато віршованих романів. Коли Олдінгтон вперше опублікував свій роман, він переробив ряд уривків, щоб забезпечити публікацію його книги. На те, що видавці відмовлялися друкувати оригінал він писав:
|  | На мій подив, видавці повідомили мені, що певні слова, фрази, речення та навіть розділи є неприйнятними в Англії на даний час. Я не написав нічого, що не спостерігав у житті людини. Не написав того у що я не вірю. Не написав неправди. [...] Видавці видаляють те, що, на їхню думку, буде вважатись неприйнятними, і розміщують зірочки, щоб показати, де були зроблені недопустимі помилки. [...] На мій погляд, краще, щоб книга виглядала понівеченою, ніж казати те, що я не вірю в те що роблю і що я роблю це не для своєї нації. |